# Stocznia Gdanska B463
Der ab 1976 als Stocznia Gdanska B463 von der Danziger Werft (Stocznia Gdańska) gebaute Schiffstyp war eine Baureihe von Kühlcontainerschiffen.

## Geschichte

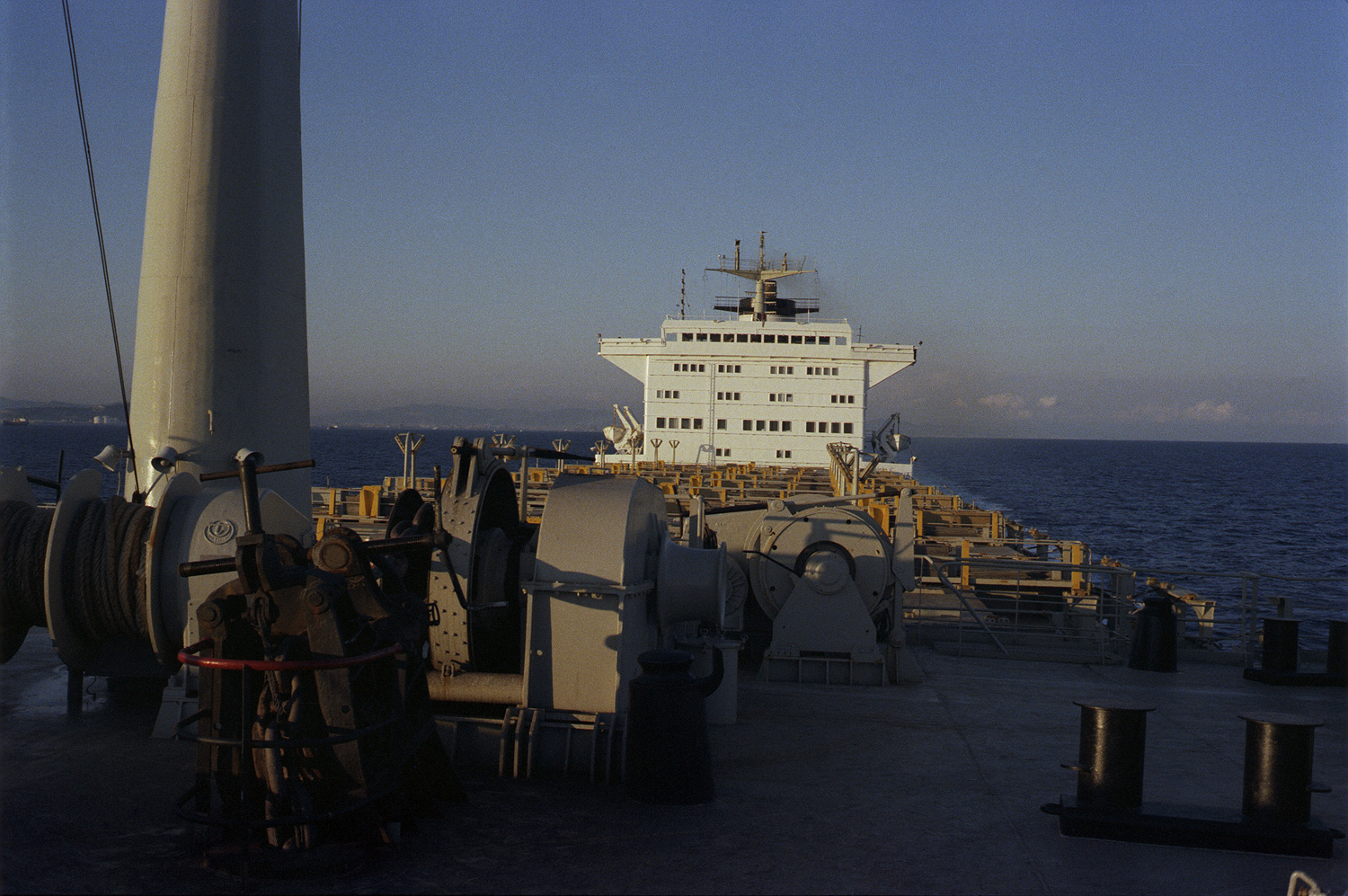
Blick über das Deck der Alemania Express, 1980

Im Jahr 1973 schlossen sich die Reedereien Hapag-Lloyd, Koninklijke Nederlandsche Stoomboot Maatschappij (KNSM) und Harrison Line zusammen, um den CAROL-Dienst (von Caribbean Overseas Line), den ersten Vollcontainerdienst zwischen der Karibik und Europa aufzubauen. Dazu orderte Hapag-Lloyd zunächst zwei Schiffe, die Caribia Express und Cordillera Express, die KNSM die Hollandia und die Harrison Line die Schiffe Astronomer und Adviser. Der Auftrag wurde um das Schiff Caraibe erweitert, als auch die französische Reederei Compagnie General Maritime (CGM) dem Konsortium beitrat. Das Typschiff der Serie war die 1976 abgelieferte Caribia Express der Reederei Hapag-Lloyd.
Insgesamt bestand die Baureihe aus mindestens neun Einheiten, da Hapag-Lloyd zwei weitere Schiffe des B463-Typs orderte, die Amerika Express und Alemania Express. Diese erhielten jedoch keinen Portalkran. Auch die Harrison Line erweiterte ihre Order um einen Nachbau, die Author. Nahezu baugleich, aber zum Typ Stocznia Gdańska B456 gehörig, war die französische La Fayette.

## Technik

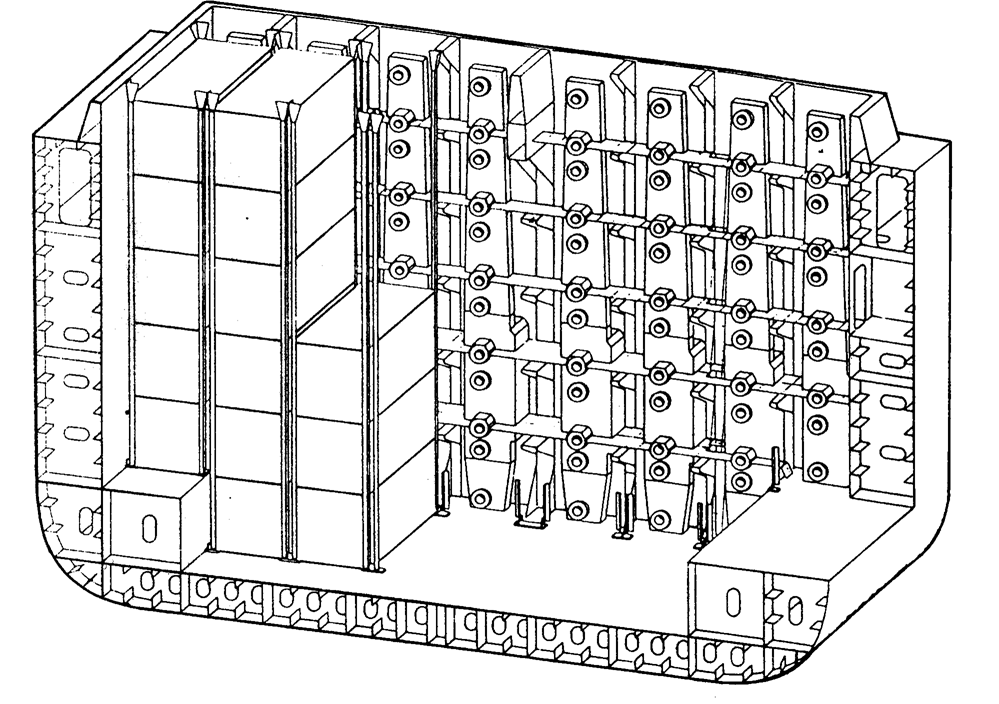
Dieser Schiffstyp erhielt unter Deck senkrechte Kühlstäbe zum Anschluss der Conair-Container.

Die Schiffe waren als Mehrzweck-Trockenfrachtschiffe mit weit achterem Deckshaus ausgelegt. In der Hauptsache wurden sie im Containertransport eingesetzt. Die Containerkapazität betrug beim Bau 1474 TEU, später wurde die Kapazität durch den Transport einer dritten Lage Container an Deck auf rund 1600 TEU erhöht. Je nach Bautyp waren die Schiffe für den Transport von Kühlcontainern des Systems "Conair" und mit elektrischen Anschlüssen für integrierte Kühlcontainer ausgerüstet. Die Laderäume der Schiffe wurden mit längsschiff geteilten Pontonlukendeckeln verschlossen. Die Schiffe wurden zum Einsatz in einem Fahrtgebiet mit seinerzeit schlecht ausgebauter Hafeninfrastruktur entwickelt und waren mit einem an Deck verfahrbaren Liebherr-Portalkran von 40 Tonnen Kapazität ausgerüstet.
Der Antrieb der Schiffe bestand aus einem Zweitakt-Dieselmotor des Typs Sulzer 10RND90 mit einer Leistung von rund 29.000 PS. Die Motoren wurden als Lizenzmaschinen von H. Cegielski in Poznań gebaut. Der Motor wirkte direkt auf den Festpropeller und ermöglichte eine Geschwindigkeit von etwa 21 Knoten. Weiterhin standen vier Hilfsdiesel des Typs Cegielski-Sulzer 6AL25/30 und ein Notdiesel-Generator zur Verfügung. Die An- und Ablegemanöver wurden durch ein Bugstrahlruder unterstützt. Darüber hinaus waren die Schiffe mit einem Denny-Brown-Schiffsstabilisator ausgerüstet.

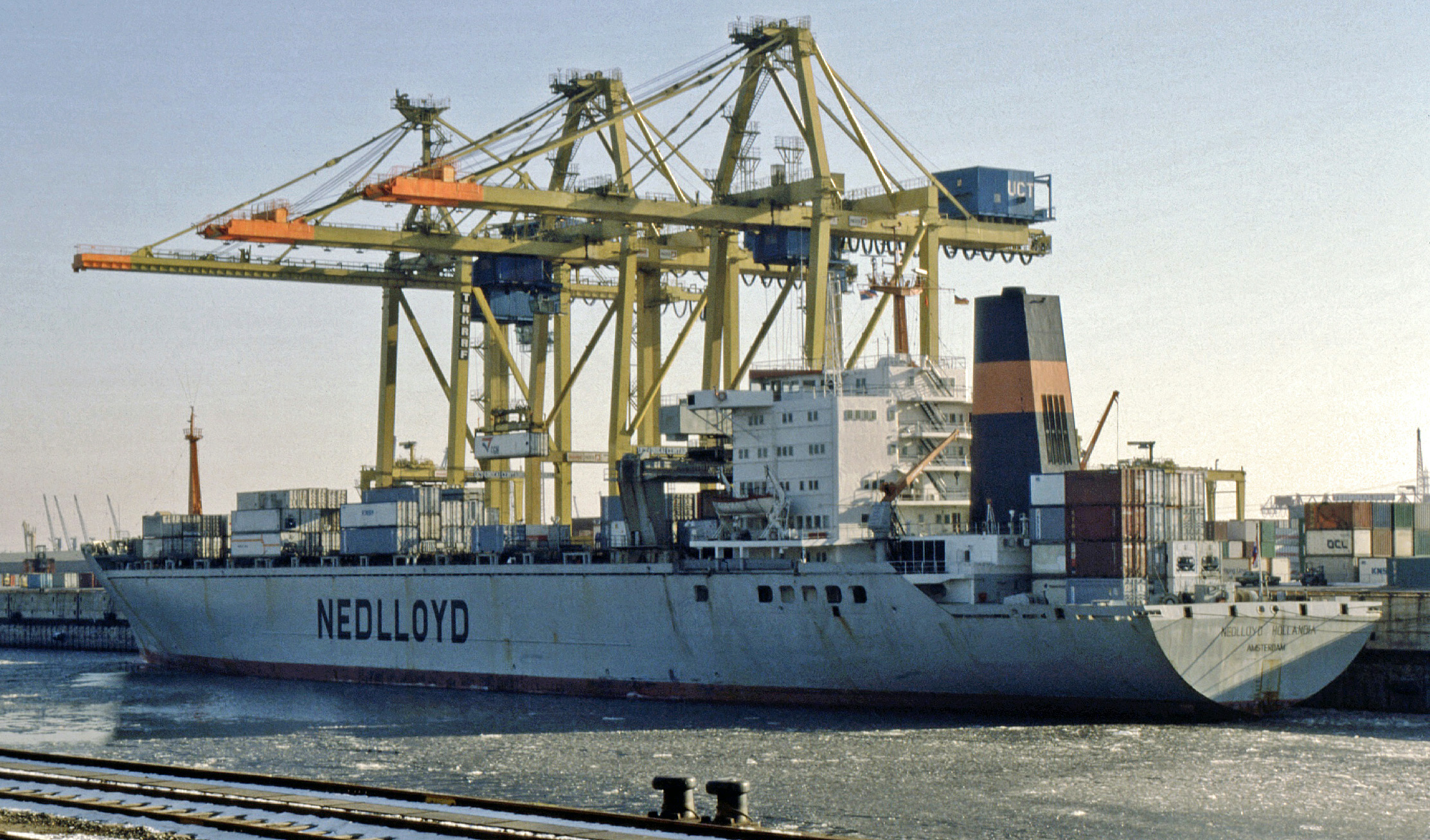
Nedlloyd Hollandia ex Hollandia 1986 in Hamburg

## Die Schiffe
| Stocznia Gdańska B463 | Stocznia Gdańska B463 | Stocznia Gdańska B463 | Stocznia Gdańska B463 | Stocznia Gdańska B463 | Stocznia Gdańska B463 | Stocznia Gdańska B463 |
| Schiffsname           | Typ                   | Baunummer             | IMO-Nummer            | Ablieferung           | Auftraggeber          | Umbenennungen und Verbleib |
| --------------------- | --------------------- | --------------------- | --------------------- | --------------------- | --------------------- | --- |
| Caribia Express       | B463                  | B463-1                | 7383877               | 1976                  | Hapag-Lloyd           | 1987 Scandutch Ledra, 1990 Woermann Ulanga, 1991 Caribia Express, 2003 MSC Sudan, Abbruch ab 7. April 2011 in Alang                       |
| Astronomer            | B463-I                | B463-I-1              | 7383889               | 1976                  | Harrison Line         | 1982 RFA Reliant (A13), 1986 Admirality Island, 1989 Wealthy River, Abbruch ab 7. September 1998 in Alang                                 |
| Hollandia             | B463-II               | B463-II-1             | 7383891               | 1977                  | KNSM                  | 1982 Nedlloyd Hollandia, 1988 Nedlloyd Neerlandia, 1997 Irenes Honour, 1997 Infanta, 1998 Irenes Honour, Abbruch Mitte 2002 in Bangladesh |
| Cordillera Express    | B463                  | B463-2                | 7383918               | 1977                  | Hapag-Lloyd           | 1983 Sierra Express, 2008 MSC Sierra, Abbruch ab April 2011 in Alang                                                                      |
| Adviser               | B463                  | B463-I-2              | 7383906               | 1977                  | Harrison Line         | 1983 Asia Winds, 1985 CGM Provence, 1993 Laser Stream, 1996 Cap Vilano, 2000 MSC Namibia, Abbruch ab April 2011 in Alang                  |
| Caraibe               | B463-III              | B463-III-1            | 7435292               | 1977                  | CGM                   | 2000 Canmar Force, 2001 MSC Denisse, Abbruch ab 9. September 2009                                                                         |
| America Express       | B463                  | B463-3                | 7711555               | 1978                  | Hapag-Lloyd           | Eagle Express, OOCL Beacon, Eagle Quest, Eagle Express, MSC Eagle, MSC Izmir, MSC Eagle, Abbruch ab Januar 2010 in Alang                  |
| Alemania Express      | B463                  | B463-4                | 7711567               | 1978                  | Hapag-Lloyd           | Uruguay Express, Angela, Oregon Star, ZIM Beijing, Angela, Indfex SCI, November 2001 MSC Alpana, Abbruch ab April 2011 in Chittagong      |
| Author                | B463-I                | B463-I-3              | 7905924               | 1981                  | Harrison Line         | 1981 Benarmin, 1982 Author, 1999 SCL Infanta, 2000 Safmarine Infanta, 2002 MSC Corsica, Abbruch ab 7. Juli 2009 in Alang                  |